# Jan Czyrko
Jan Bolesław Czyrko (ur. 6 maja 1899 w Brodach, zm. 15 grudnia 1972) – major artylerii Wojska Polskiego.

## Życiorys
Urodził się w Brodach, ówczesnym mieście powiatowym Królestwa Galicji i Lodomerii, w rodzinie Stefana Nicefora. Był młodszym bratem Władysława Józefa (1896–1970), majora dyplomowanego piechoty.
Do wiosny 1930 pełnił służbę w 5 pułku artylerii polowej we Lwowie między innymi na stanowisku dowódcy drużyny łączności. 27 stycznia 1930 został mianowany kapitanem ze starszeństwem z dniem 1 stycznia 1930 i 37. lokatą w korpusie oficerów artylerii. W marcu 1932 został przeniesiony do 2 pułku artylerii lekkiej Legionów w Kielcach.
Na stopień majora został mianowany ze starszeństwem z 19 marca 1939 i 14. lokatą w korpusie oficerów artylerii. W tym samym czasie ponownie pełnił służbę w 5 pal we Lwowie na stanowisku dowódcy I dywizjonu.
Na tym samym stanowisku walczył w czasie kampanii wrześniowej. W dniach 1-4 września dowodzony przez niego dywizjon został przetransportowany koleją do Włocławka, gdzie wszedł w skład Oddziału Wydzielonego ppłk. dypl. Stanisława Sadowskiego. Walczył w bitwie nad Bzurą. 19 września dostał się do niemieckiej niewoli. Przebywał kolejno w Oflagach: IV A, II B Arnswalde (od 17 czerwca 1940) i II D Gross-Bor n (od 19 stycznia 1943). Zmarł 15 grudnia 1972 w Wielkiej Brytanii. Został pochowany razem z żoną Teresą Anną (1901–1984) na cmentarzu Gap Road, położonym w dzielnicy Londynu–Wimbledon.

## Ordery i odznaczenia
- Krzyż Walecznych „za czyny męstwa i odwagi wykazane w bojach toczonych w latach 1918-1921”[12][13][14]
- Medal Niepodległości – 9 grudnia 1933 „za pracę w dziele odzyskania niepodległości”[15][16]
- Srebrny Krzyż Zasługi[8]

## Publikacje
- Jan Czyrko: Zarys historji wojennej 5-go lwowskiego pułku artylerii polowej. Warszawa: Wojskowe Biuro Historyczne, 1930, seria: Zarys historii wojennej pułków polskich 1918–1920.